# 誰がために鐘は鳴る (宝塚歌劇)
誰がために鐘は鳴る（たがためにかねはなる）は宝塚歌劇団のミュージカル作品。
原作はアーネスト・ヘミングウェイの同名小説『誰がために鐘は鳴る』。

## 公演期間と公演場所
1978年・星組
5月12日から6月27日（第一回・新人公演：5月30日、第二回・新人公演：6月16日）まで宝塚大劇場で、8月4日から8月31日（第一回・新人公演：8月13日、第二回・新人公演：8月20日）まで東京宝塚劇場で上演した。
2010年・宙組
11月12日から12月13日（新人公演：11月30日）まで宝塚大劇場で、2011年1月1日から1月30日（新人公演：1月20日）に東京宝塚劇場で再演。

## ストーリー
※『宝塚歌劇100年史（舞台編）』の宝塚大劇場公演のページ（初演）を参照
第二次世界大戦のスペインを舞台に、ファシスト軍を打倒するためにゲリラに身を投じたアメリカ合衆国の青年ロバート・ジョーダンが、敵の重要な橋梁を爆破しようと挺身する3日間を描く。
ロバートと、ファシストによって両親を殺され、自身も被害を受けた少女マリアとの短くも激しい恋物語。

## 主な配役
※「（）」の人物は新人公演・配役

### 1978年
※下記のデータは宝塚・東京共通
ロバート・ジョーダン - 鳳蘭（第一回：峰さを理、第二回：孝まりお）
マリア - 遥くらら（第一回：美花ちえり、第二回：紫城いずみ）
アグスティン - 但馬久美

### 2010年
※下記のデータは宝塚・東京共通
ロバート・ジョーダン - 大空祐飛（愛月ひかる）
マリア	- 野々すみ花（すみれ乃麗）
アグスティン - 蘭寿とむ（鳳樹いち）
ピラール - 京三紗（琴羽桜子）
パブロ	- 星原美沙緒（風羽玲亜）
ゴルツ将軍 - 寿つかさ（天玲美音）
サラ - 鈴奈沙也（美影凜）
メリーナ - 美風舞良（花音舞）
デュバル参謀長	- 天羽珠紀（松風輝）
ラファエル - 悠未ひろ（風馬翔）
アンセルモ - 珠洲春希（光海舞人）
アンドレス - 北翔海莉（蒼羽りく）
エル・ソルド - 風莉じん（澄輝さやと）
プリミティボ - 十輝いりす（月映樹茉）
マチルダ - 大海亜呼（綾瀬あきな）
エラディオ - 春風弥里（星月梨旺）
フェルナンド - 鳳翔大（美月悠）
町長夫人 - 花露すみか（*）
タマラ	-  綾音らいら（千鈴まゆ）
イグナシオ - 蓮水ゆうや（天風いぶき）
ホアキン - 凪七瑠海（星吹彩翔）
ローサ	- 純矢ちとせ（藤咲えり）
マルタ	- 妃宮さくら（夢莉みこ）
ドロレス - 愛花ちさき（*）
ルピーノ - 七海ひろき（天輝トニカ）
指揮官	- 雅桜歌（*）
ディエゴ - 鳳樹いち（風海恵斗）
リタ - 美影凜（*）
ロジータ - 花音舞（七瀬りりこ）
ナタリア - 琴羽桜子（舞花くるみ）
ベラ - 千鈴まゆ（愛白もあ）
町長 - 風羽玲亜（*）
フリオ	- 光海舞人（*）
ファニータ - 藤咲えり（伶美うらら）
ホセ - 澄輝さやと（春瀬央季）
ルチア	- すみれ乃麗（百千糸）
パコ - 星吹彩翔（桜木みなと）

## 主な楽曲
ミュージカルロマン「誰がために鐘は鳴る」主題歌
唄:鳳蘭
A面 幸せの鐘の鳴る日
B面 君は小兎 君を愛す
AT-4071	1978年5月25日

## 1978年・宝塚大劇場公演のデータ
形式名は「ミュージカル・ロマン」。副題は「アーネスト・ヘミングウェイ原作」。2部37場。

### スタッフ
- 脚本：柴田侑宏[2]
- 作曲[9]・編曲[9]：寺田瀧雄、入江薫、河崎恒夫
- 作曲：平尾昌晃[9]
- 音楽指揮[9]：野村陽児、溝口堯
- 振付：サミー・ベイス[9]
- 装置：黒田利邦[9]
- 衣装：任田幾英[9]
- 照明：今井直次[10]
- 音響：松永浩志[10]
- 小道具[10]：上田特市、万波一重
- 効果：扇野信夫[10]
- 演出助手[10]：村上信夫、正塚晴彦、小池修一郎
- 制作：三宅征夫[10]
- ヘア・デザイン：和田好弘[10]

## 2010年のデータ
形式名は「NTT東日本・NTT西日本フレッツシアター ミュージカル」。2部33場。
専科男役星原美沙緒（パブロ役）の退団公演。

### 出演者
※宝塚・東京共通。「（）」の文字は当時の所属組。
- 寿つかさ
- 鈴奈沙也
- 大空祐飛
- 蘭寿とむ
- 美風舞良
- 天羽珠紀
- 悠未ひろ
- 珠洲春希
- 北翔海莉
- 風莉じん

- 十輝いりす
- 大海亜呼
- 春風弥里
- 鳳翔大
- 花露すみか
- 綾音らいら
- 蓮水ゆうや
- 凪七瑠海
- 純矢ちとせ
- 妃宮さくら

- 愛花ちさき
- 七海ひろき
- 雅桜歌
- 鳳樹いち
- 美影凜
- 花音舞
- 琴羽桜子
- 千鈴まゆ
- 風羽玲亜
- 光海舞人

- 天風いぶき
- 野々すみ花
- 藤咲えり
- 花里まな
- 天玲美音
- 澄輝さやと
- 綾瀬あきな
- 舞花くるみ
- 百千糸
- すみれ乃麗

- 天輝トニカ
- 松風輝
- 月映樹茉
- 夢莉みこ
- 星吹彩翔
- 蒼羽りく
- 七瀬りりこ
- 愛白もあ
- 瀬音リサ
- 結乃かなり

- 夢涼りあん
- 愛月ひかる
- 雪乃心美
- 風海恵斗
- 美月悠
- 桜音れい
- 風馬翔
- 星月梨旺
- 花咲あいり
- 愛咲まりあ

- 春瀬央季
- 咲花莉帆
- 彩花まり
- 桜木みなと
- 涼華まや
- 七生眞希
- 実羚淳
- 朝央れん
- 真みや涼子
- 伶美うらら

- 留美絢
- 和希そら
- 秋音光
- 瀬戸花まり
- 花乃まりあ
- 美桜エリナ
- 夢月せら
- 里咲しぐれ
- 貴姿りょう

- 京三紗（専科）
- 星原美沙緒（専科）

### スタッフ（宝塚大劇場公演）
- 脚本：柴田侑宏[5]。
- 演出：木村信司[5][13]
- 作曲[13]：寺田瀧雄、入江薫、河崎恒夫、平尾昌晃
- 作曲[13]・編曲[13]：長谷川雅大、手島恭子
- 音楽指揮：寺嶋昌夫[13]
- 振付[13]：羽山紀代美、竹邑類、麻咲梨乃
- 装置：大田創[13]
- 衣装：有村淳[13]
- 照明：勝柴次朗[14]
- 音響：大坪正仁[14]
- 小道具：市川ふみ[14]
- 歌唱指導[14]：楊淑美、ちあきしん
- 演出助手[14]：小柳奈穂子、田渕大輔
- 舞台進行[14]：安藤邦博（第一部）、表原渉（第一部）、宮脇学（第二部）
- 制作：中西達也[14]
- 翻訳参照：大久保康雄 [14]
- 特別協賛[14]：東日本電信電話株式会社、西日本電信電話株式会社